# Rogačica
Rogačica (cyr. Рогачица) – wieś w Serbii, w okręgu zlatiborskim, w gminie Bajina Bašta. W 2011 roku liczyła 634 mieszkańców.